# Spirostreptus atratus
Spirostreptus atratus är en mångfotingart som beskrevs av Karsch 1881. Spirostreptus atratus ingår i släktet Spirostreptus och familjen Spirostreptidae. Inga underarter finns listade i Catalogue of Life.